# St-Quentin (Scy-Chazelles)

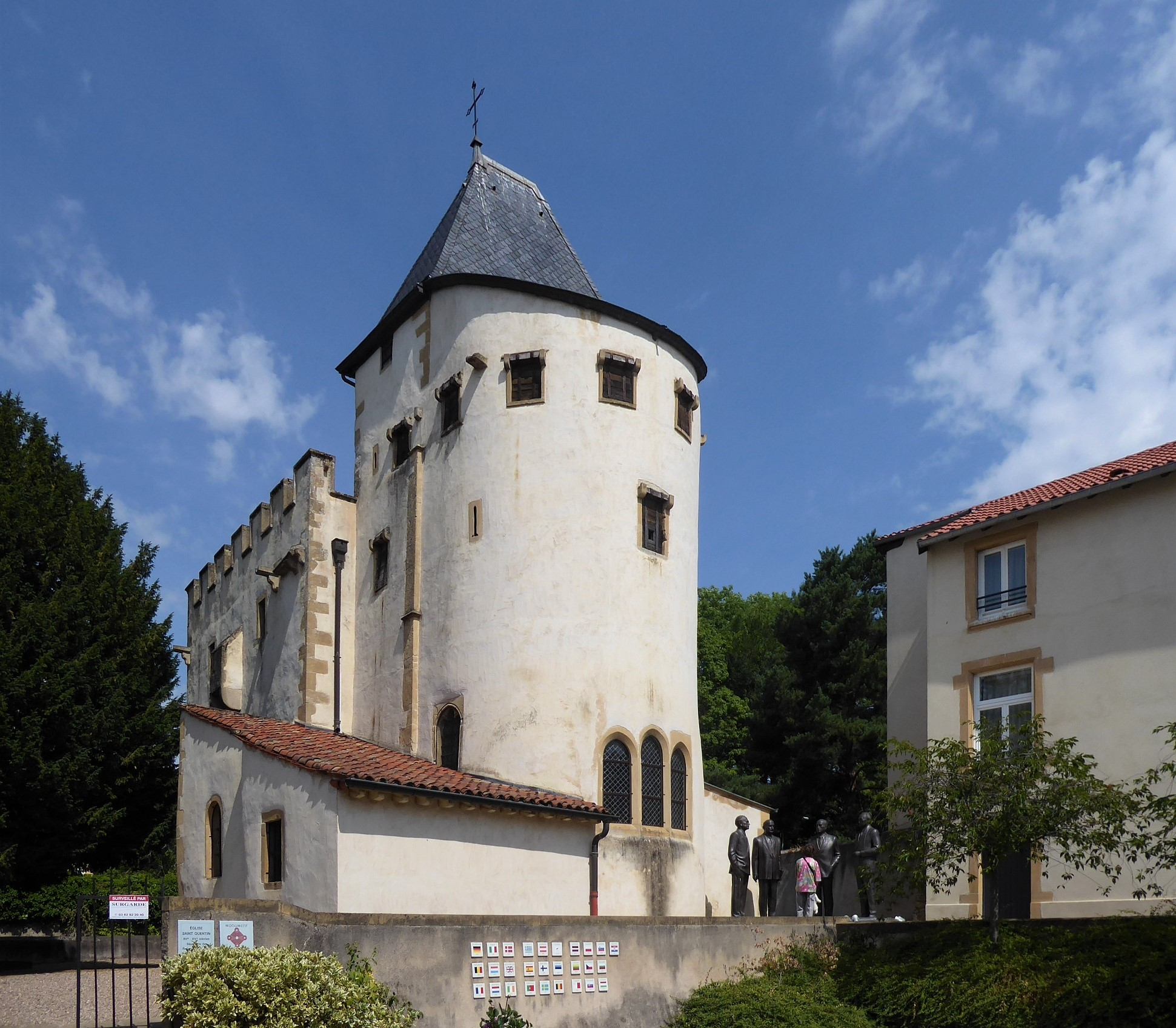
Blick zum Chorturm von St-Quentin

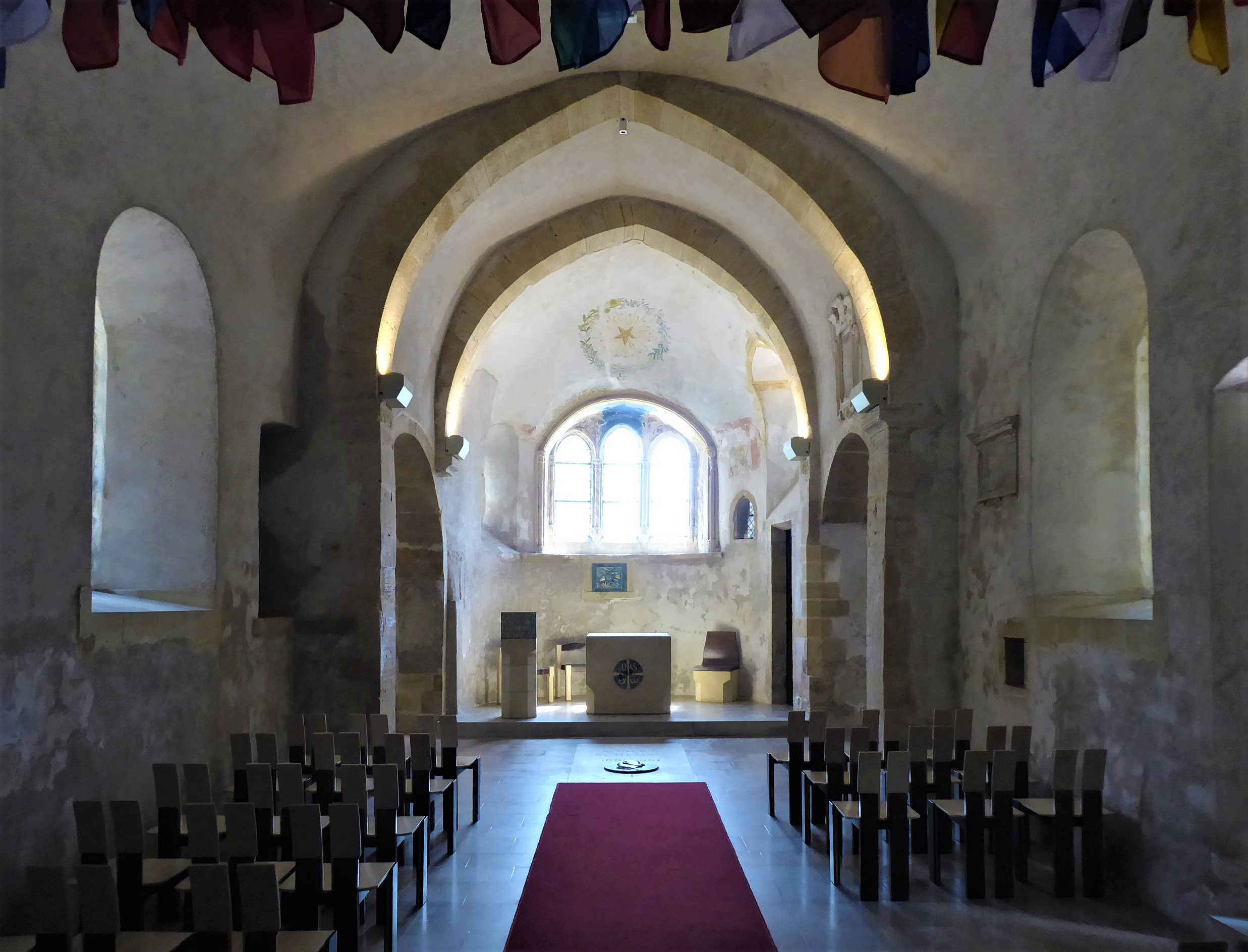
Blick Richtung Chor mit dem Grab von Robert Schuman vor dem Altar

Die römisch-katholische Wehrkirche St-Quentin befindet sich in Scy-Chazelles im Arrondissement Metz im Departement Moselle in Frankreich. Die Kirche ist seit 1930 als Baudenkmal (Monument historique) klassifiziert.

## Geschichte
Die Kirche St-Quentin wurde um 1120 erbaut. Im Verlauf des 12. Jahrhunderts wurde im Osten der Chorturm angefügt. 1409 erfolgte schließlich der Ausbau zur Wehrkirche. Das Langhaus besitzt ein Tonnengewölbe. Ein gotischer Triumphbogen öffnet sich zum Chorjoch, welches im Osten mit einer Halbkreisapsis schließt. In die romanische Apsis wurde in gotischer Zeit das Dreierfenster eingebrochen.
Im Chor befindet sich das Grab des 1963 verstorbenen Politikers Robert Schuman.